# Ancho ruso
Los ferrocarriles con un ancho de vía de 1524 mm (5') se construyeron por primera vez en el Reino Unido y en los Estados Unidos. Esta medida también se conoce comúnmente como ancho ruso porque más tarde se eligió como el estándar en el Imperio ruso y sus países vecinos. Posteriormente, este ancho de vía fue redefinido por los Ferrocarriles Soviéticos, para quedar fijado finalmente en 1520 mm.
La principal región donde está siendo utilizado el ancho ruso es en la antigua Unión Soviética (CEI, Países Bálticos, Georgia y Ucrania), Mongolia y Finlandia, con aproximadamente 225.000 kilómetros de vías en servicio. El ancho ruso es el segundo más común después del ancho estándar.

## Historia

### Gran Bretaña, 1748
En 1748 se construyó una vía con un ancho de 5 pies (1524 mm) para el envío de carbón desde las minas de Wylam hasta el embarcadero desde donde se transportaba por el río Tyne hasta Lemington. En 1839 se construyó con este ancho el Ferrocarril de los Condados del Este; y en 1840 también se puso en servicio el tendido del Ferrocarril del Norte y el Este. En 1844, ambas líneas se convirtieron al ancho estándar (1435 mm). En 1903 se abrió el Ferrocarril de East Hill Clift, un funicular.

### Estados Unidos, 1827

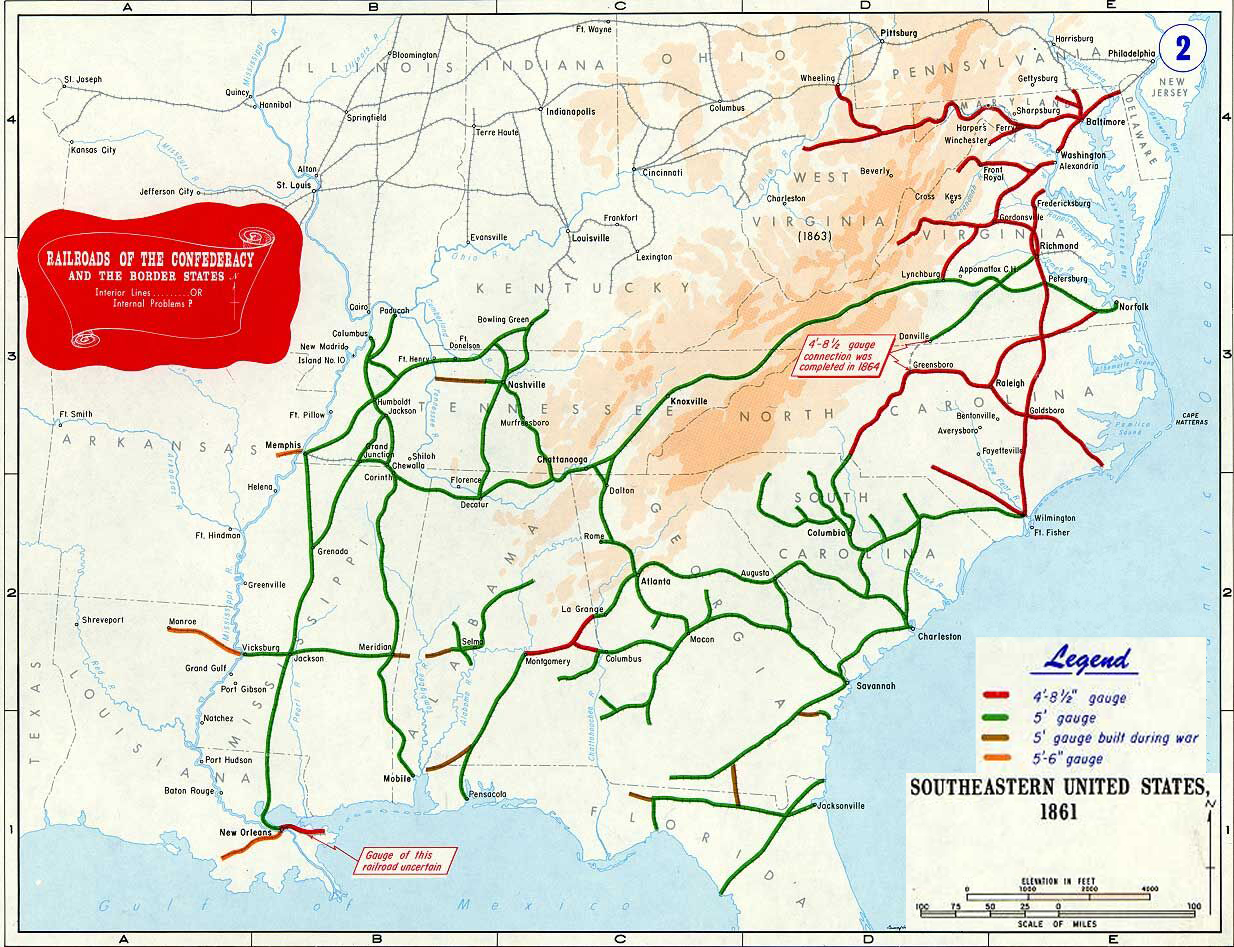
Red de vías en ancho de 5 pies en el sur de los Estados Unidos (1861)

En 1827, Horatio Allen, el ingeniero jefe de la Compañía del Canal y del Ferrocarril de Carolina del Sur, prescribió el uso del ancho de 5 pies (1524 mm). Muchos otros ferrocarriles en el Sur de Estados Unidos adoptaron este ancho de vía. La presencia de varios anchos de vía distintos fue una desventaja importante para los Estados Confederados de América durante la Guerra Civil Americana. En 1886, cuando todavía había alrededor de 18.500 km de vías con 1524 mm de ancho en los Estados Unidos, casi todas fueron convertidas a 1435 mm, la medida utilizada por el Ferrocarril de Pensilvania.

### Imperio ruso, 1842
El primer ferrocarril de Rusia fue construido en 1837 con un ancho de vía de 6 pies (1829 mm) para una línea "experimental" de 17 km que conectase los palacios imperiales de Tsarskoye Selo y Pavlovsk; la elección del ancho de vía estuvo influida por la solución adoptada en el Great Western Railway de Brunel, que utilizó 7 pies 1/4 plg (2140 mm). Aunque casi no tuvo importancia práctica, este ferrocarril demostró la viabilidad del ancho de Brunel en Rusia. El segundo ferrocarril en el Imperio ruso fue el ferrocarril Varsovia-Viena (el Zarato de Polonia era entonces una parte del Imperio Ruso), que se diseñó con un ancho de vía de 1435 mm (4' 81/2"), y cuyas obras comenzaron en 1840. 
Para la construcción de la primera gran línea de Rusia, el Ferrocarril Moscú-San Petersburgo, el ingeniero Pavel Melnikov contrató como consultor a George Washington Whistler, un destacado ingeniero ferroviario estadounidense. Whistler recomendó un ancho de vía de 5 pies (1524 mm), sobre la base de que era más barato de construir que uno de 6 pies (1829 mm) sin dejar de ofrecer las mismas ventajas sobre el ancho de 1435 mm (4' 81/2"), y de que no había necesidad de preocuparse por una ruptura del ancho de vía, ya que la línea nunca estaría conectada a los ferrocarriles de Europa occidental. El coronel Pavel Melnikov, de la Comisión de Construcción que supervisaba el ferrocarril, recomendó el ancho de 6 pies (1829 mm),   siguiendo el ejemplo del primer ferrocarril y su estudio de los ferrocarriles estadounidenses. Finalmente, tras un informe enviado por Whistler, el jefe de la Administración Principal de Transportes y Edificios recomendó el ancho de 5 pies (1524 mm), que fue aprobado para el ferrocarril por el zar Nicolás I el 14 de febrero de 1843. Las siguientes líneas construidas también fueron aprobadas con este ancho de vía, pero no sería hasta marzo de 1860 cuando un decreto del Gobierno declaró que todos los ferrocarriles principales en Rusia serían de un ancho de vía de 5 pies (1524 mm). 

#### Este ancho de vía no fue seleccionado por razones militares
Se cree de manera amplia e incorrecta que la Rusia imperial eligió un ancho de vía mayor que el estándar por razones militares, es decir, para evitar que los posibles invasores utilizasen el sistema ferroviario ruso. En 1841, un ingeniero del ejército ruso escribió un documento declarando que tal peligro no existía, ya que los ferrocarriles podrían inutilizarse al retirarse o desviar fuerzas. También la construcción del ferrocarril Varsovia-Viena en ancho estándar fue precisamente para poder conectarse a la red de Europa occidental, en ese caso para reducir la dependencia para el transporte de Polonia con respecto a Prusia. Finalmente, para el Ferrocarril Moscú-San Petersburgo, que se convirtió en el punto de referencia, la elección del ancho de vía fue de entre 1524 mm o 1829 mm, sin tener en cuenta el ancho estándar.
Por otro lado, la medida de adoptar un ancho de vía ligeramente distinto con el objetivo de evitar invasiones, históricamente se demostró bastante ineficaz. Cuando un ferrocarril tiene traviesas de madera, es bastante fácil hacer que el ancho de vía sea más estrecho quitando los clavos y volviéndolos a colocar en una posición más estrecha, algo que Alemania hizo durante la Segunda Guerra Mundial para utilizar las vías de la URSS. La destrucción de los puentes sobre los ríos tuvo un efecto mucho mayor.

#### Expansión
El ancho de vía ruso se convirtió en el estándar para todo el Imperio ruso, siendo heredado por el estado que le siguió, la Unión Soviética. Fruto de la influencia histórica de Rusia es la presencia del ancho de vía de 1520 mm en los Países Bálticos, Ucrania, Bielorrusia, y en las repúblicas del Cáucaso y de Asia Central; así como en Finlandia y Mongolia. 
Los ingenieros rusos también lo usaron en el Ferrocarril Oriental Chino, construido en los últimos años del siglo XIX a través de la entrada al noreste de China para acortar el recorrido del ferrocarril transiberiano a Vladivostok. La rama sur del ferrocarril, desde Harbin a través de Changchun hasta Port Arthur, utilizó el ancho ruso, pero como resultado de la Guerra Ruso-Japonesa de 1904-1905, su sección más meridional (de Changchun a Port Arthur) cayó en manos de los japoneses, que rápidamente la transformaron al ancho estándar (después de usar el ancho métrico de 1067 mm por un corto tiempo durante la guerra). Esto supuso un salto de ancho entre Changchún y Kuancheng (la estación justo al norte de Changchún, todavía en manos rusas), hasta que el resto del antiguo Ferrocarril del Este de China también se convirtió al ancho estándar (probablemente en la década de 1930). 
A diferencia del Ferrocarril del Sur de Manchuria, la reconquista por parte de la Unión Soviética del sur de Sajalín, en manos de Japón, no se tradujo en la reestructuración del sistema ferroviario. El sur de Sajalín ha continuado con el ancho original japonés de 1067 mm, que convive con el ancho de vía ruso construido en la parte norte de la isla entre 1930 y 1932 (Moskalvo-Okha). El ferrocarril no tiene una conexión fija con el continente, y los vagones provenientes del puerto continental de Vánino en el ferry Vánino-Jolmsk (operando desde 1973) cambian los ejes en el puerto de Jolmsk en Sajalín.  En 2004 y 2008 se presentaron planes para convertir dichas vías al ancho ruso. La fecha estimada de finalización es 2030.
Hubo propuestas en 2013 para tender líneas en ancho ruso norte-sur y este-oeste en Afganistán, cuya construcción debería haber comenzado ese mismo año.

### Panamá, 1850
El Ferrocarril de Panamá, iniciado en 1850, fue construido originalmente en un ancho de vía de 1524 mm. Durante las obras del Canal de Panamá (1904-1914), este mismo ancho fue elegido tanto para el tráfico como para la construcción, los servicios del canal operativos a lo largo de los muelles, y el ferrocarril comercial a través del istmo. En 2000, el ancho de vía del ferrocarril comercial paralelo al canal se cambió a 1435 mm, con el fin de poder utilizar equipos de ancho estándar. El ancho de vía original fue elegido bajo la influencia de las compañías Ferroviarias del Sur de los Estados Unidos, con anterioridad a su posterior conversión al ancho estándar. Hoy en día, las locomotoras eléctricas de maniobra a lo largo de las esclusas (denominadas mulas) todavía usan el ancho de vía de 1524 mm que se colocó originalmente durante la construcción del canal.

### Finlandia, 1862
La primera línea ferroviaria en Finlandia se abrió el 31 de enero de 1862. Como Finlandia era entonces el Gran Ducado de Finlandia, un estado autónomo bajo el control del Imperio Ruso, se construyó en ancho de vía ruso al igual que las líneas sucesivas, aunque los sistemas ferroviarios ruso y finlandés no se conectaron hasta que se construyó el puente sobre el río Neva en 1913. En aquel momento, los trenes rusos no podrían haber circulado por las vías finlandesas, dado que el gálibo de carga finlandés era más estrecho que el ruso. Posteriormente, se ampliaría el gálibo de las líneas finlandesas para permitir el paso de los trenes rusos.
Actualmente, existe un servicio de pasajeros entre Finlandia y Rusia denominado Allegro, con trenes Pendolino que recorren la línea Helsinki-San Petersburgo, que cruza la frontera en Vainikkala. Para el tráfico de carga, existen cuatro cruces fronterizos.

## Aspectos técnicos

### Reajuste del ancho
A fines de la década de 1960, el ancho se redefinió a 1520 mm en la Unión Soviética.  Al mismo tiempo, se fijaron tolerancias más estrictas. Como el tren de rodaje (juegos de ruedas) del material rodante permaneció inalterado, el resultado fue una mayor velocidad y estabilidad. La conversión tuvo lugar entre 1970 y principios de la década de 1990.  
En Finlandia, los Ferrocarriles Estatales Finlandeses mantuvieron la definición original de 1524 mm, a pesar de que también se ajustaron las tolerancias de manera similar (algo más estrictas que en la Unión Soviética). 
Estonia, después de la independencia, redefinió su ancho de vía a 1524 mm para que coincidiera con el de Finlandia. Estos cambios normativos no significaron grandes modificaciones en las vías existentes ni en los ferrocarriles, siendo de aplicación para las vía nuevas y las renovadas (véase: Ancho de vía en Estonia).

### Tolerancias
Finlandia permite que su ancho de vía oscile entre 1520 y 1529 mm en líneas de primera clase (clases 1AA y 1A, a una velocidad de entre 160 y 220 km/h).
Si el ancho del material rodante se mantiene dentro de ciertos límites, comprendido entre el de los ferrocarriles rusos de 1520 mm y el de los finlandeses de 1524 mm, su circulación está permitida. Así, los valores comprendidos entre 1520 y 1524 mm están dentro de la tolerancia marcada. Sin embargo, ciertos materiales rodantes finlandeses tienden a experimentar mayor desgaste en las vías rusas, debido a que su ancho es menor.
El tren internacional de alta velocidad Allegro (Sm6) entre Helsinki y San Petersburgo se especifica como de 1522 mm de ancho de vía. Los trenes de alta velocidad tienen menos tolerancia respecto al desajuste del ancho de vía, aunque la solución adoptada entre Rusia y Finlandia funciona correctamente. 
Esto mismo ocurría hace unos años en el Metro de Barcelona, donde por motivos históricos la Línea 1 conservaba el ancho de vía antiguo que había en España (1672-1674 mm) que tenía un cierto parecido al actual ancho ibérico de (1668 mm). Sin embargo, durante muchos años hubo una conexión entre la Línea 1 del Metro de Barcelona y las líneas convencionales españolas, debido a la pequeña diferencia existente entre ambos anchos, y dicha conexión fue útil en su momento para trasladar unidades o incorporar las nuevas. Sin embargo, actualmente esta conexión ya no es necesaria y la aguja que las unía fue desmantelada.

### Gálibo ferroviario
El gálibo ferroviario (la altura y el ancho máximo permitido de los trenes), es más grande para el ancho ruso. Esto significa que si un ferrocarril de ancho estándar debe adaptarse para la circulación por vías de ancho mixto, los puentes deben reconstruirse, las vías dobles deben colocarse más separadas y la catenaria debe elevarse. O deben establecerse restricciones sobre el material rodante permitido, lo que limitaría las condiciones de explotación de dicho ferrocarril y su potencial rentabilidad. En este caso, la vía mixta requiere una mayor anchura que la vía sencilla.

## Estado actual

### Red
Algunas secciones de corta longitud  en ancho ruso se extienden a Polonia, Eslovaquia oriental, Suecia (en la frontera finlandesa en Haparanda) y el norte de Afganistán.
Hay aproximadamente 150 km de vías de ancho ruso en Hungría, en el área logística de Záhony, cerca de la frontera con Ucrania. Durante una renovación de vía, se instaló un tramo de 32 km de doble ancho estándar/ruso entre las estaciones de Tumangang y Rajin, en Corea del Norte.
El tramo de ancho de vía de 1524 mm más occidental es el LHS polaco (Línea Hutnicza Szerokotorowa), que conecta la frontera con Ucrania y el extremo oriental de la conurbación de Silesia.

### Uso en sistemas de tren ligero y tranvías
Aunque este ancho de vía es bastante raro en ferrocarriles ligeros y tranvías en todo el mundo, casi todos los tranvías de la ex-URSS son de vía ancha (según la terminología en uso en estos países, los anchos de vía que son más estrechos que 1520 mm se consideran estrechos). Muchas redes de tranvías inicialmente construidas para calibres estrechos de 750 mm o de 1000 mm se convirtieron al ancho ruso. A partir de 2015, solo unos pocos de los más de sesenta sistemas de tranvías en Rusia no son de este ancho: 1000 mm en Kaliningrado y Piatigorsk, 1435 mm en Rostov del Don; y los dos sistemas de tranvía en y alrededor de Eupatoria que usan un ancho de 1000 mm. Los tranvías de Helsinki y Liepāja también usan vías de 1000 mm, y los Tranvías de Tallin las usan de 1067 mm.

## Anchos de vía similares

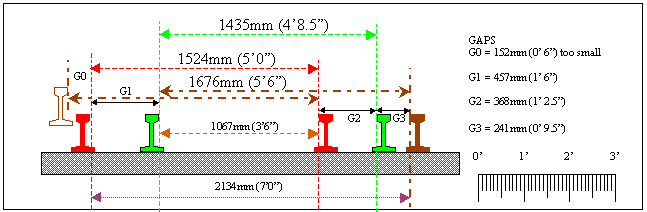
Comparación de distintos anchos de vía: ruso (1520 mm, rojo-rojo); estándar (1435 mm, verde-verde); indio (1676 mm, verde-marrón); japonés (1067 mm, verde-rojo); y de Brunel (2134 mm, blanco-marrón)

Ninguno de los siguientes anchos hace recomendable el montaje de vía mixta con 3 carriles compatible con el ancho de vía ruso,  debido al gran parecido entre los anchos: 
- 1676 mm
- 1668 mm (Ancho ibérico)
- 1600 mm
- 1435 mm

Ante esta dificultad, existe la posibilidad de habilitar vías mixtas con cuatro carriles convenientemente espaciados, configurando dos vías de distintos anchos que se solapan en su parte central.

## Resumen

### Previo a la URSS
El ancho original era de 1524 mm:
| País/Territorio         | Ferrocarril |
| ----------------------- | --- |
| China                   | Ferrocarril del Este de China (hasta 1930); Rail North China (propuesto) |
| Finlandia               | Transporte ferroviario en Finlandia |
| Antigua Unión Soviética | Antes de reducir el calibre en el papel por 4 mm a 1520 mm (4' 114/5") y estrechando las tolerancias; los ferrocarriles se ajustan solo cuando es necesario o se actualizan.                                                     |
| Japón                   | Túnel Sakhalin-Hokkaido (propuesto), con las instalaciones de cambio de ancho entre 1524 mm y 1435 mm en el norte de Hokkaido.                                                                                                   |
| Noruega                 | Propuesto para las líneas Kolari-Skibotn-Tromsø y Nikel-Kirkenes-Rovaniemi. |
| Panamá                  | Ferrocarril de Panamá antes de la conversión al ancho estándar en el año 2000 para adaptarse al suministro de equipos en ancho estándar.                                                                                         |
| Suecia                  | Solo un pequeño patio de carga en Haparanda. Se utiliza para intercambiar carga con trenes finlandeses. |
| Estados Unidos          | El Sur, como el Ferrocarril Cartersville y Van Wert, el Ferrocarril Cherokee y el Ferrocarril Oeste y Atlántico, hasta el 31 de mayo de 1886. La pendiente de Duquesne y la pendiente de Monongahela en Pittsburgh, Pensilvania. |

### Posterior a la fundación de la URSS
El ancho se modificó a 1520 mm:
| País/Territorio | Ferrocarril |
| --------------- | --- |
| Afganistán      | Transporte ferroviario en Afganistán : las líneas de espolón norte de los estados de la CEI. Para la futura red de Afganistán, están previstas vías de 1435 mm de ancho estándar para las líneas de derivación occidentales hacia Irán, y de 1676 mm de ancho indio para la conexión con la India. |
| Armenia         | Ferrocarriles armenios, ferrocarril del sur del Cáucaso |
| Austria         | Línea de ancho ancho Košice-Vienna (propuesta) |
| Azerbaiyán      | Ferrocarriles de Azerbaiyán |
| Bielorrusia     | Transporte ferroviario en Bielorrusia |
| Bulgaria        | Solo en la terminal de ferry de Varna para los ferries de tren a Odesa y Poti; vía de ancho mixto para el cambio de ejes de los vagones por otros de calibre estándar y vías de transbordo paralelas de 1520 mm y de 1435 mm de ancho.                                                             |
| China           | Varios tramos cortos desde Rusia, Mongolia y Kazajistán. |
| Estonia         | Transporte ferroviario en Estonia |
| Georgia         | Ferrocarriles georgianos |
| Alemania        | Solo en la terminal de ferry de Sassnitz/Mukran para ferries de carga a Turku, Klaipėda y Baltisk. |
| Hong Kong       | Peak Tram |
| Kazajistán      | Kazajistán Temir Zholy |
| Kirguistán      | Ferrocarriles kirguises |
| Letonia         | Transporte ferroviario en Letonia |
| Lituania        | Ferrocarriles lituanos |
| Moldavia        | CFM |
| Mongolia        | Transporte ferroviario en Mongolia |
| Corea del Norte | Un tramo de 32 km de Vía de ancho mixto (1435/1520 mm) entre las estaciones de Tumangang y Rajin. |
| Polonia         | Casi exclusivamente en la línea metalúrgica del Ferrocarril LHS Hrubieszów-Sławków Południowy. |
| Rusia           | Ferrocarriles rusos |
| Eslovaquia      | Solo en el ferrocarril "Širokorozchodná trať" ((Uzhhorod-Maťovce-Haniska pri Košiciach) y desde la estación fronteriza de Dobrá pri Čiernej nad Tisou a Ucrania, ambos operados por ZSSK Cargo. |
| Tayikistán      | Transporte ferroviario en Tayikistán: la mayoría en Occidente; también se ha propuesto el ancho indio de 1676 mm (5' 6") para sus vías del este. |
| Turkmenistán    | Ferrocarriles en Turkmenistán |
| Ucrania         | Ferrocarriles Ucranianos |
| Uzbekistán      | Ferrocarriles Uzbekos |